# Santarém (Portugal)
Santarém é uma cidade portuguesa do distrito de Santarém, situada na província do Ribatejo e na região estatística (NUTSII) do Oeste e Vale do Tejo, com 30 021 habitantes no seu perímetro urbano (2021).
É sede do Município de Santarém com 552,54 km² de área e 58 671 habitantes (2021), subdividido em 18 freguesias. O município é limitado a norte pelos municípios de Porto de Mós, Alcanena e Torres Novas, a leste por Abrantes e pela Chamusca, a sueste por Alpiarça e Almeirim, a sul pelo Cartaxo, a sudoeste pela Azambuja e a oeste por Rio Maior.
Santarém integra a região estatística (NUTS II) do Oeste e Vale do Tejo e a sub-região estatística (NUTS III) da Lezíria do Tejo; continua, no entanto, a fazer parte da Comissão de Coordenação e Desenvolvimento Regional de Lisboa e Vale do Tejo, que manteve a designação da antiga CCDR com o mesmo nome. Pertence à província do Ribatejo (da qual é a capital e centro urbano mais importante), hoje porém sem significado político-administrativo, mas constante nos discursos de auto e hetero-identificação cultural.
Os habitantes de Santarém chamam-se "Escalabitanos" ou "Santarenos".

## História
Esta cidade muito antiga fora contactada por Fenícios, Gregos e Cartagineses. A fundação da cidade de Santarém reporta à mitologia greco-romana e cristã , reconhecendo-se nos nomes de Habis e de Irene, as suas origens míticas. Os primeiros vestígios documentados da ocupação humana remontam ao século VIII a.C.[carece de fontes?]
A população do povoado teria colaborado com os colonizadores romanos, quando estes aportaram à cidade em 138 a.C. Durante este período tornou-se no principal entreposto comercial do médio Tejo e num dos mais importantes centros administrativos da província Lusitânia. Dos romanos recebeu o nome de Escálabis ou Scallabi castro (nomes originais em latim: Scallabis ou castrum Scalaphium). A cidade foi sede de um convento.
Com as invasões dos Alanos e dos Vândalos, passou a ser designada por Santa Iria, donde posteriormente derivou o atual nome Santarém.
Passou para a posse dos mouros em 715, até que D. Afonso Henriques a conquista definitivamente em 15 de março de 1147, num golpe audacioso, perpetrado durante a noite com um escasso exército reunido pelo Rei de Portugal. Durante um breve período antes dessa conquista, a cidade foi sede de um pequeno emirado independente: a Taifa de Santarém.
A cidade foi palco de inúmeras Cortes, mas foi perdendo importância para Lisboa, no litoral, que posteriormente tornou-se sede de diocese.
Foi feita Oficial da Antiga e Muito Nobre Ordem Militar da Torre e Espada, do Valor, Lealdade e Mérito a 26 de abril de 1919.
A 23 de Junho de 1969 a Câmara Municipal de Santarém foi feita Dama da Ordem de Rio Branco do Brasil.
A 25 de Abril de 2015 foi feita Membro Honorário da Ordem da Liberdade.

## A mitologia de Santarém
Santarém tem abrigado várias lendas acerca da sua origem. Uma delas está relacionada com a mitologia Greco-Romana e conta que o príncipe Abidis, fruto de uma relação do Rei Ulisses de Ítaca com a Rainha Calipso, foi abandonado pelo avô – Gorgoris, Rei dos Cunetas – que o lançou às águas do Tejo, dentro de uma cesta. Como por milagre a cesta que albergava o príncipe aportou na praia de Santarém, onde uma serva o criou. Tempos depois, Abidis foi reconhecido pela sua mãe, Calipso, tornando-se assim legítimo ao trono. A Santarém deu o nome Esca Abidis (“manjar de Abidis) e daí teria vindo o nome Escálabis.
Outra das lendas mais reconhecidas pelos Scalabitanos é a da Santa Iria. Esta lenda conta que Iria, uma donzela, um dia viria a ser violada, e posteriormente morta e atirada ao rio Tejo. O seu corpo fez-se chegar à Ribeira de Santarém e mostrou o seu corpo afastando as águas à sua volta. Por este pequeno “milagre”, esta donzela tornou-se Santa, a Santa Iria.[carece de fontes?]

## Evolução territorial
Até 2013 o município de Santarém tinha uma área de 560,24 km². Nesse ano, no âmbito de uma reorganização das freguesias ocorrida no território do continente e por acordo entre os municípios de Santarém e da Golegã, foi-lhe desanexada a freguesia de Pombalinho, que foi transferida para o município da Golegã. Esta transferência, há muito pedida pela Junta de Freguesia de Pombalinho, foi objecto de acordo entre os municípios de Santarém e da Golegã, tendo posteriormente sido aprovada por Lei da Assembleia da República. À data da transferência a Freguesia de Pombalinho tinha 7,7 km² de área e 448 habitantes.

Transferência territorial entre os municípios de Santarém e Golegã ocorrida em 2013.

## Evolução da população do município
★ Os Recenseamentos Gerais da população portuguesa, regendo-se pelas orientações do Congresso Internacional de Estatística de Bruxelas de 1853, tiveram lugar a partir de 1864, encontrando-se disponíveis para consulta no site do Instituto Nacional de Estatística (INE). 
| Número de habitantes★                    | Número de habitantes★ | Número de habitantes★ | Número de habitantes★ | Número de habitantes★ | Número de habitantes★ | Número de habitantes★ | Número de habitantes★ | Número de habitantes★ | Número de habitantes★ | Número de habitantes★ | Número de habitantes★ | Número de habitantes★ | Número de habitantes★ | Número de habitantes★ | Número de habitantes★ |
| ---------------------------------------- | --------------------- | --------------------- | --------------------- | --------------------- | --------------------- | --------------------- | --------------------- | --------------------- | --------------------- | --------------------- | --------------------- | --------------------- | --------------------- | --------------------- | --------------------- |
| 1864                                     | 1878                  | 1890                  | 1900                  | 1911                  | 1920                  | 1930                  | 1940                  | 1950                  | 1960                  | 1970                  | 1981                  | 1991                  | 2001                  | 2011                  | 2021                  |
| 28 340                                   | 33 671                | 38 426                | 40 560                | 44 873                | 48 914                | 54 701                | 59 124                | 64 002                | 63 777                | 56 440                | 62 896                | 62 621                | 63 563                | 62 200                | 58 662                |
| Número de habitantes por grupo etário ★★ |                       |                       |                       |                       |                       |                       |                       |                       |                       |                       |                       |                       |                       |                       |                       |
|                                          |                       |                       | 1900                  | 1911                  | 1920                  | 1930                  | 1940                  | 1950                  | 1960                  | 1970                  | 1981                  | 1991                  | 2001                  | 2011                  | 2021                  |
| 0-14 Anos                                | 0-14 Anos             | 0-14 Anos             | 13 742                | 15 295                | 14 971                | 16 498                | 16 851                | 15 485                | 14 680                | 11 580                | 13 371                | 10 980                | 8 938                 | 8 891                 | 7 522                 |
| 15-24 Anos                               | 15-24 Anos            | 15-24 Anos            | 7 649                 | 10 071                | 9 081                 | 10 277                | 11 092                | 11 452                | 9 597                 | 7 885                 | 8 778                 | 8 868                 | 8 447                 | 6 046                 | 6 067                 |
| 25-64 Anos                               | 25-64 Anos            | 25-64 Anos            | 17 615                | 20 214                | 21 147                | 23 884                | 26 778                | 31 156                | 32 726                | 29 220                | 31 556                | 31 611                | 33 129                | 33 101                | 29 675                |
| = ou > 65 Anos                           | = ou > 65 Anos        | = ou > 65 Anos        | 2 676                 | 2 964                 | 3 410                 | 4 066                 | 4 481                 | 5 441                 | 6 774                 | 7 755                 | 9 191                 | 11 162                | 13 049                | 14 162                | 15 398                |

★ Número de habitantes "residentes", ou seja, que tinham a residência oficial neste município à data em que os censos  se realizaram.
★★ De 1900 a 1950 os dados referem-se à população "de facto", ou seja, que estava presente no município à data em que os censos se realizaram. Daí que se registem algumas diferenças relativamente à designada população residente

## Freguesias

Freguesias do município de Santarém.

O município de Santarém está dividido em 18 freguesias:
- Abitureiras
- Abrã
- Achete, Azoia de Baixo e Póvoa de Santarém
- Alcanede
- Alcanhões
- Almoster
- Amiais de Baixo
- Arneiro das Milhariças
- Azoia de Cima e Tremês
- Casével e Vaqueiros
- Gançaria
- Moçarria
- Pernes
- Póvoa da Isenta
- Romeira e Várzea
- São Vicente do Paul e Vale de Figueira
- União de Freguesias da cidade de Santarém
- Vale de Santarém

## Cultura

### Instituições e equipamentos culturais
- Cineclube de Santarém
- Grupo de Forcados Amadores de Santarém
- Museu Biblioteca Anselmo Braamcamp Freire
- Museu Ferroviário de Santarém
- Museu Municipal de Santarém
- Núcleo Museológico do Tempo (Torre das Cabaças/Torre do Relógio)
- Praça de Touros Monumental Celestino Graça
- Teatro Sá da Bandeira (Santarém)

### Eventos
- SCALABISCUP - International Trampoline Competition - site oficial

## Política

### Eleições autárquicas[15]
| Data | %     | V     | %       | V       | %             | V             | %      | V      | %          | V          | %              | V  | %              | V       | %              | V   | %              | V   | %              | V | %              | V  | %  | V  | %   | V   | %         | V         | %    | V    | %   | V   | %    | V    | Participação |                |
| Data | PS    | PS    | PPD/PSD | PPD/PSD | FEPU/APU/ CDU | FEPU/APU/ CDU | CDS-PP | CDS-PP | PCTP/ MRPP | PCTP/ MRPP | AD             | AD | UDP/ BE        | UDP/ BE | PRD            | PRD | GCE            | GCE | E              | E | CH             | CH | IL | IL | PAN | PAN | PCP (m-l) | PCP (m-l) | GDUP | GDUP | PDC | PDC | POUS | POUS | Participação |                |
| ---- | ----- | ----- | ------- | ------- | ------------- | ------------- | ------ | ------ | ---------- | ---------- | -------------- | -- | -------------- | ------- | -------------- | --- | -------------- | --- | -------------- | - | -------------- | -- | -- | -- | --- | --- | --------- | --------- | ---- | ---- | --- | --- | ---- | ---- | ------------ | -------------- |
| Data | 1976  | 40,84 | 4       | 22,67   | 2             | 17,43         | 1      | 8,96   | -          | 0,83       | -              |    |                |         |                |     |                |     |                |   |                |    |    |    |     |     |           | 2,12      | -    | 1,93 | -   |     |      |      |              | 63,48 / 100,00 |
| 1979 | 41,51 | 3     | AD      | AD      | 16,86         | 1             | AD     | AD     | 0,77       | -          | 37,04          | 3  | 1,41           | -       |                |     |                |     | 0,00           | - | 73,32 / 100,00 |    |    |    |     |     |           |           |      |      |     |     |      |      |              |                |
| 1982 | 49,07 | 4     | AD      | AD      | 15,61         | 1             | AD     | AD     | 0,47       | -          | 30,03          | 2  |                |         |                |     | 1,12           | -   | 70,46 / 100,00 |   |                |    |    |    |     |     |           |           |      |      |     |     |      |      |              |                |
| 1985 | 39,06 | 4     | 26,93   | 3       | 15,35         | 1             | 5,18   | -      |            |            |                |    | 10,64          | 1       |                |     | 64,49 / 100,00 |     |                |   |                |    |    |    |     |     |           |           |      |      |     |     |      |      |              |                |
| 1989 | 39,32 | 4     | 35,29   | 4       | 14,00         | 1             | 2,64   | -      | 0,66       | -          | 3,87           | -  | 61,44 / 100,00 |         |                |     |                |     |                |   |                |    |    |    |     |     |           |           |      |      |     |     |      |      |              |                |
| 1993 | 51,81 | 6     | 24,62   | 2       | 12,47         | 1             | 6,05   | -      | 1,22       | -          |                |    | 65,55 / 100,00 |         |                |     |                |     |                |   |                |    |    |    |     |     |           |           |      |      |     |     |      |      |              |                |
| 1997 | 48,64 | 5     | 26,81   | 3       | 15,24         | 1             | 3,21   | -      | 1,52       | -          | 61,74 / 100,00 |    |                |         |                |     |                |     |                |   |                |    |    |    |     |     |           |           |      |      |     |     |      |      |              |                |
| 2001 | 42,64 | 4     | 30,83   | 3       | 17,31         | 2             | 3,01   | -      | 1,68       | -          | 59,88 / 100,00 |    |                |         |                |     |                |     |                |   |                |    |    |    |     |     |           |           |      |      |     |     |      |      |              |                |
| 2005 | 37,82 | 4     | 41,38   | 4       | 12,16         | 1             | 2,31   | -      | 2,51       | -          | 63,68 / 100,00 |    |                |         |                |     |                |     |                |   |                |    |    |    |     |     |           |           |      |      |     |     |      |      |              |                |
| 2009 | 21,18 | 2     | 64,21   | 7       | 5,72          | -             | 3,58   | -      | 2,44       | -          | 61,74 / 100,00 |    |                |         |                |     |                |     |                |   |                |    |    |    |     |     |           |           |      |      |     |     |      |      |              |                |
| 2013 | 32,27 | 4     | 40,31   | 4       | 10,34         | 1             | 2,58   | -      | 2,87       | -          | 3,91           | -  | 51,99 / 100,00 |         |                |     |                |     |                |   |                |    |    |    |     |     |           |           |      |      |     |     |      |      |              |                |
| 2017 | 34,05 | 4     | 43,19   | 5       | 7,63          | -             | 5,43   | -      | 4,05       | -          |                |    | 0,58           | -       | 53,71 / 100,00 |     |                |     |                |   |                |    |    |    |     |     |           |           |      |      |     |     |      |      |              |                |
| 2021 | 33,26 | 4     | 37,42   | 4       | 7,16          | -             | 2,62   | -      | 4,21       | -          |                |    | 7,93           | 1       | 2,13           | -   | 1,14           | -   | 52,87 / 100,00 |   |                |    |    |    |     |     |           |           |      |      |     |     |      |      |              |                |

### Eleições legislativas
| Data | %     | %     | %     | %     | %     | %     | %        | %     | %     | %     | %    | %   | %       | % | %  | %  |  |
| Data | PS    | PSD   | PCP   | CDS   | UDP   | AD    | APU/ CDU | FRS   | PRD   | PSN   | BE   | PAN | PSD CDS | L | CH | IL |  |
| ---- | ----- | ----- | ----- | ----- | ----- | ----- | -------- | ----- | ----- | ----- | ---- | --- | ------- | - | -- | -- |  |
| Data | 1976  | 42,89 | 20,17 | 14,68 | 11,39 | 1,60  |          |       |       |       |      |     |         |   |    |    |  |
| 1979 | 32,02 | AD    | APU   | AD    | 1,75  | 39,05 | 19,87    |       |       |       |      |     |         |   |    |    |  |
| 1980 | FRS   | AD    | APU   | AD    | 0,90  | 39,01 | 16,80    | 36,66 |       |       |      |     |         |   |    |    |  |
| 1983 | 44,07 | 23,68 | APU   | 8,17  | 0,84  |       | 17,65    |       |       |       |      |     |         |   |    |    |  |
| 1985 | 22,53 | 26,81 | APU   | 5,67  | 0,80  | 14,76 | 25,02    |       |       |       |      |     |         |   |    |    |  |
| 1987 | 27,12 | 44,81 | CDU   | 3,17  | 0,79  | 11,20 | 7,29     |       |       |       |      |     |         |   |    |    |  |
| 1991 | 34,57 | 44,71 | CDU   | 3,29  |       | 8,76  | 0,98     | 2,58  |       |       |      |     |         |   |    |    |  |
| 1995 | 50,02 | 28,37 | CDU   | 8,27  | 0,69  | 8,61  |          | 0,34  |       |       |      |     |         |   |    |    |  |
| 1999 | 47,62 | 27,82 | CDU   | 8,19  |       | 9,86  | 0,35     | 2,35  |       |       |      |     |         |   |    |    |  |
| 2002 | 39,79 | 36,94 | CDU   | 8,22  | 8,71  |       | 2,81     |       |       |       |      |     |         |   |    |    |  |
| 2005 | 48,15 | 25,09 | CDU   | 7,18  | 8,46  | 6,26  |          |       |       |       |      |     |         |   |    |    |  |
| 2009 | 34,74 | 27,21 | CDU   | 12,07 | 8,16  | 11,09 |          |       |       |       |      |     |         |   |    |    |  |
| 2011 | 25,99 | 38,09 | CDU   | 13,54 | 7,93  | 5,38  | 1,00     |       |       |       |      |     |         |   |    |    |  |
| 2015 | 35,37 | CDS   | CDU   | PSD   | 8,72  | 9,95  | 1,11     | 35,62 | 0,54  |       |      |     |         |   |    |    |  |
| 2019 | 37,21 | 25,67 | CDU   | 4,90  | 7,02  | 9,70  | 2,55     |       | 0,83  | 2,82  | 0,91 |     |         |   |    |    |  |
| 2022 | 41,26 | 28,46 | CDU   | 1,78  | 4,86  | 4,30  | 1,12     | 0,84  | 10,32 | 4,43  |      |     |         |   |    |    |  |
| 2024 | 28,44 | AD    | CDU   | AD    | 29,67 | 3,82  | 4,26     | 1,41  | 2,83  | 20,63 | 4,21 |     |         |   |    |    |  |

## Património

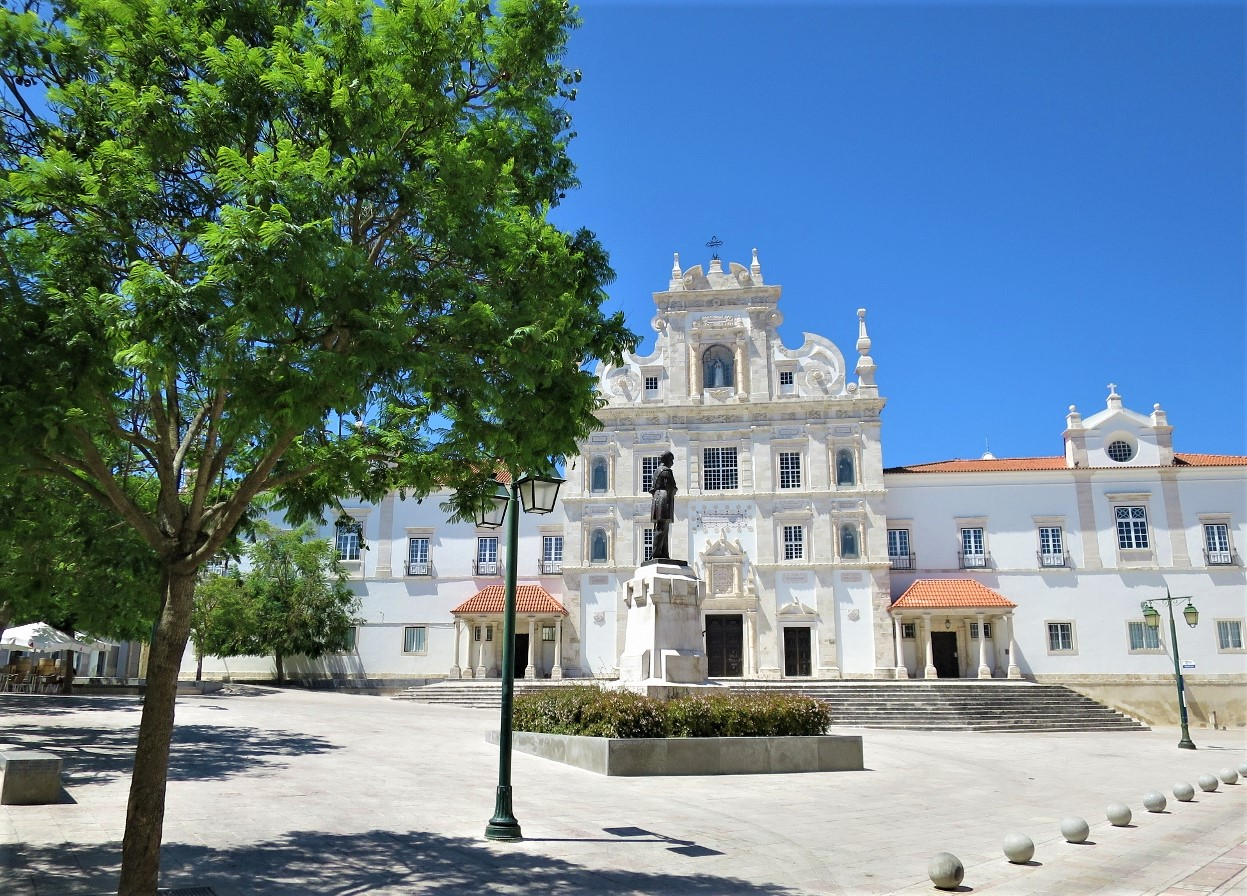
Praça com a Sé Catedral de Santarém.

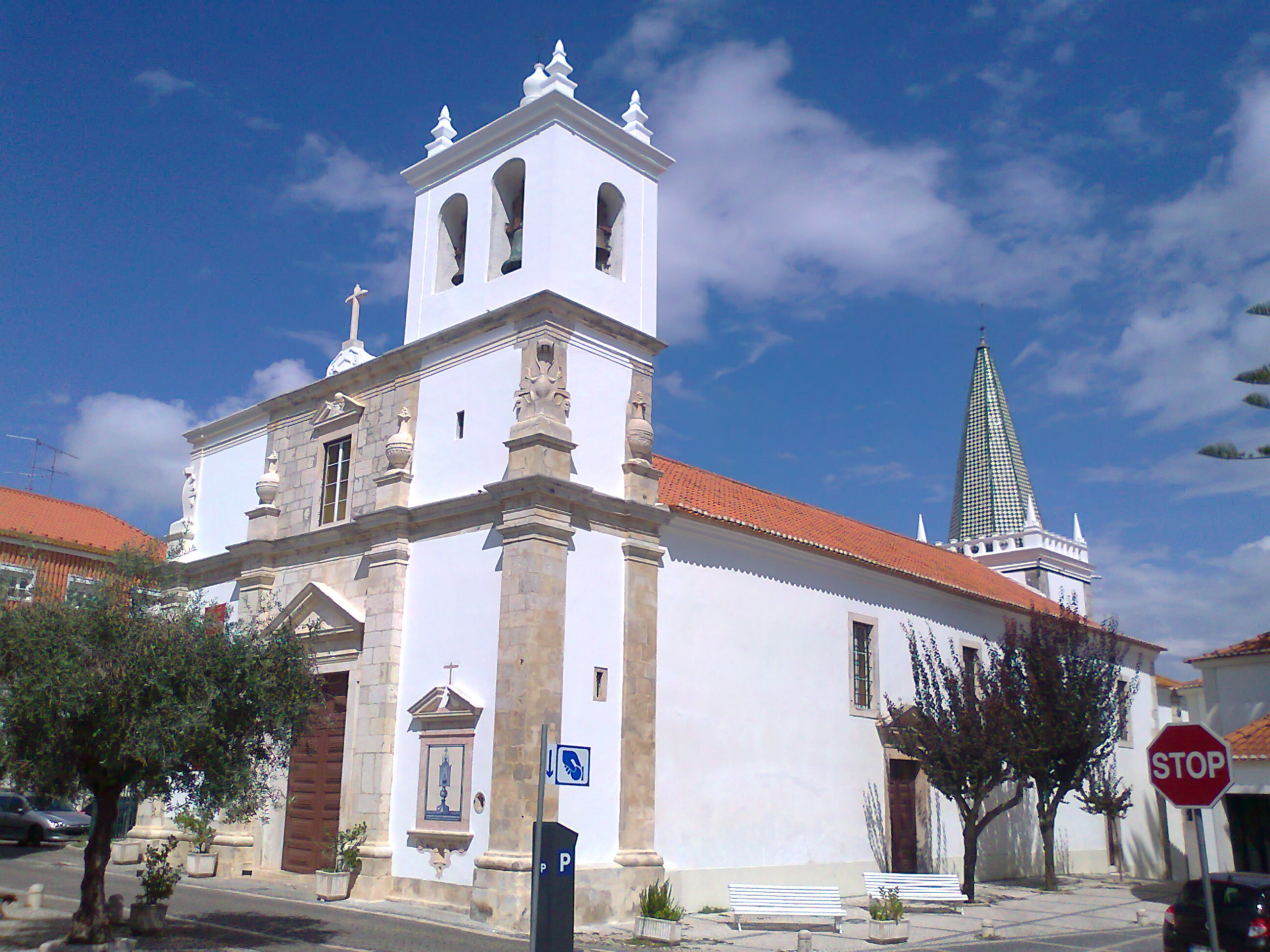
O Santuário do Santíssimo Milagre de Santarém (ou Igreja de Santo Estevão)

Apesar de ser chamada de "Capital do Gótico",a cidade de Santarém é, hoje, uma cidade com apenas um vislumbre de todo o património arquitectónico que já possuiu. Almeida Garrett, no seu romance "Viagens na Minha Terra", já referia a decadência e incúria a que eram votados muitos dos ilustres edifícios da cidade.
Património de Santarém:
- Alcáçova e Muralhas da cidade
- Torre das Cabaças
- Fonte das Figueiras
- Igreja de Santa Maria de Marvila
- Igreja do Convento de Santa Clara
- Igreja de Santo Estêvão (ou Santuário do Santíssimo Milagre)
- Capela de Nossa Senhora do Monte
- Igreja de São Nicolau
- Igreja da Misericórdia
- Igreja de Jesus Cristo ou Igreja do Hospital ou Igreja do Convento de Nossa Senhora de Jesus do Sítio
- Convento de São Francisco
- Igreja da Graça ou Igreja de Santo Agostinho
- Igreja do Seminário ou Igreja de Nossa Senhora da Conceição do Colégio dos Jesuítas (Sé Catedral)
- Igreja de Santa Cruz
- Igreja de Santa Iria
- Igreja de São João de Alporão
- Convento das Donas
- Igreja de Nossa Senhora da Piedade
- Igreja de Santa Maria da Alcáçova
- Convento das Capuchas
- Igreja de São João Evangelista do Alfange
- Ermida do Milagre
- Templo Romano
- Teatro Rosa Damasceno
- Ponte de Alcource
- Praça de Touros Monumental Celestino Graça

Quem seguir da Igreja de Marvila, pela Torre das Cabaças, recentemente restaurada, passará pelo antigo Teatro Rosa Damasceno (num estado avançado de decadência). Mais à frente encontrará um jardim, junto às muralhas, de onde se pode desfrutar de uma das paisagens mais celebradas em Portugal, a lezíria e o Tejo, das "Portas do Sol".

## Educação
Em termos de ensino superior público, há a referir a existência do Instituto Politécnico de Santarém que inclui a Escola Superior Agrária de Santarém, a Escola Superior de Educação de Santarém, a Escola Superior de Gestão e Tecnologia de Santarém, a Escola Superior de Desporto de Rio Maior e a Escola Superior de Saúde de Santarém. O Instituto Superior de Línguas e Administração (ISLA) é a única instituição de ensino superior privado.

## Equipamentos
- Complexo Aquático de Santarém
- Casa do Campino

## Personalidades ilustres
- Visconde de Santarém
- Bernardo Santareno, médico e escritor.
- Celestino Graça, regente agrícola e etnólogo.
- Mário Viegas, ator, encenador e diseur de poesia.
- Joaquim Veríssimo Serrão, professor catedrático, historiador, reitor da Universidade de Lisboa, presidente da Academia Portuguesa da História.
- Joana Amendoeira, fadista.
- David Antunes, músico.
- Joaquim Tomás Lobo de Ávila, político e diplomata
- Bernardo de Sá Nogueira de Figueiredo, 1.º Marquês de Sá da Bandeira, foi cinco vezes Presidente do Conselho de Ministros
- João Arrais, ator

## Tradições
- Santíssimo Milagre
- Tauromaquia

## Galeria de imagens

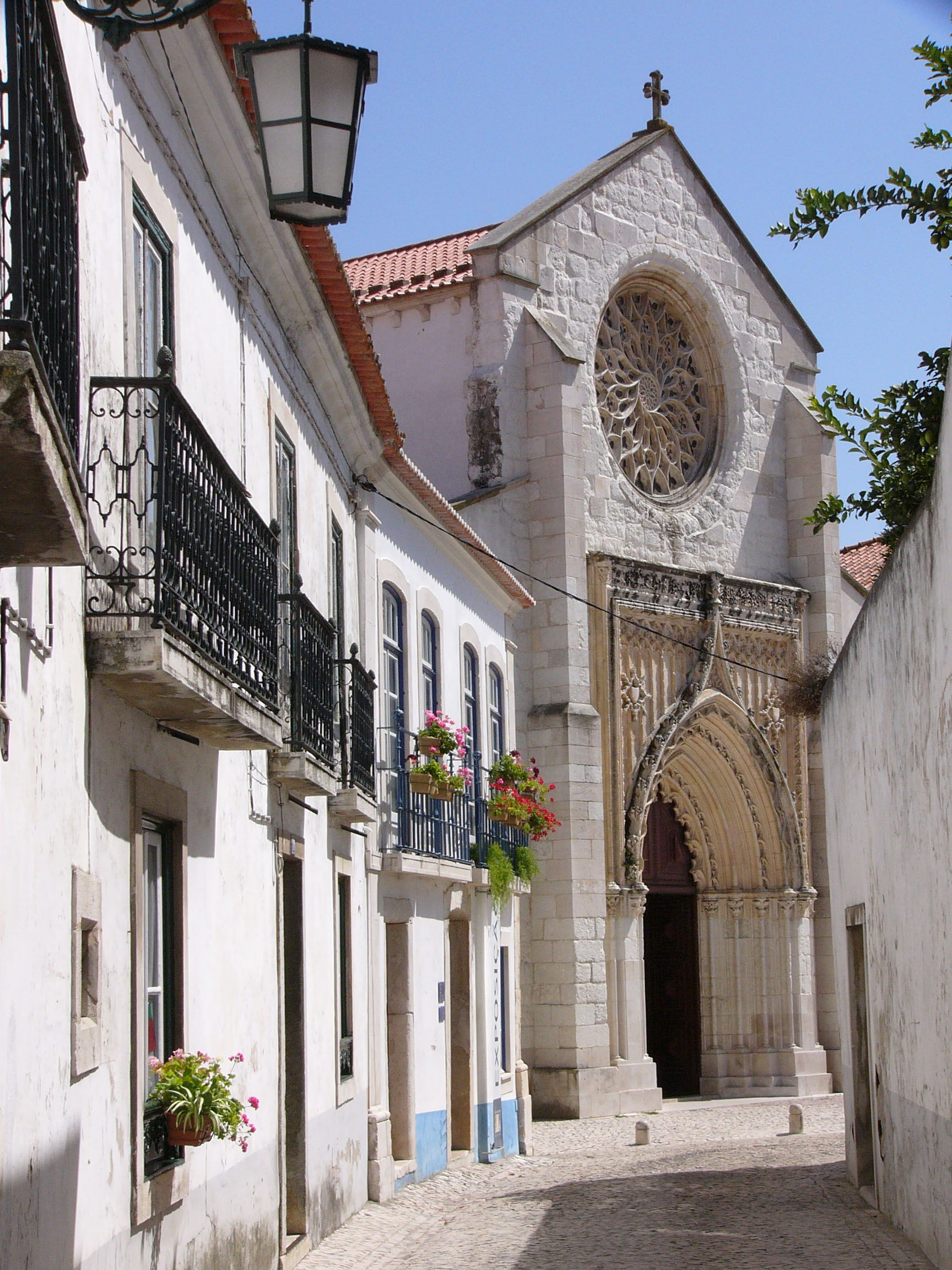
Igreja da Graça
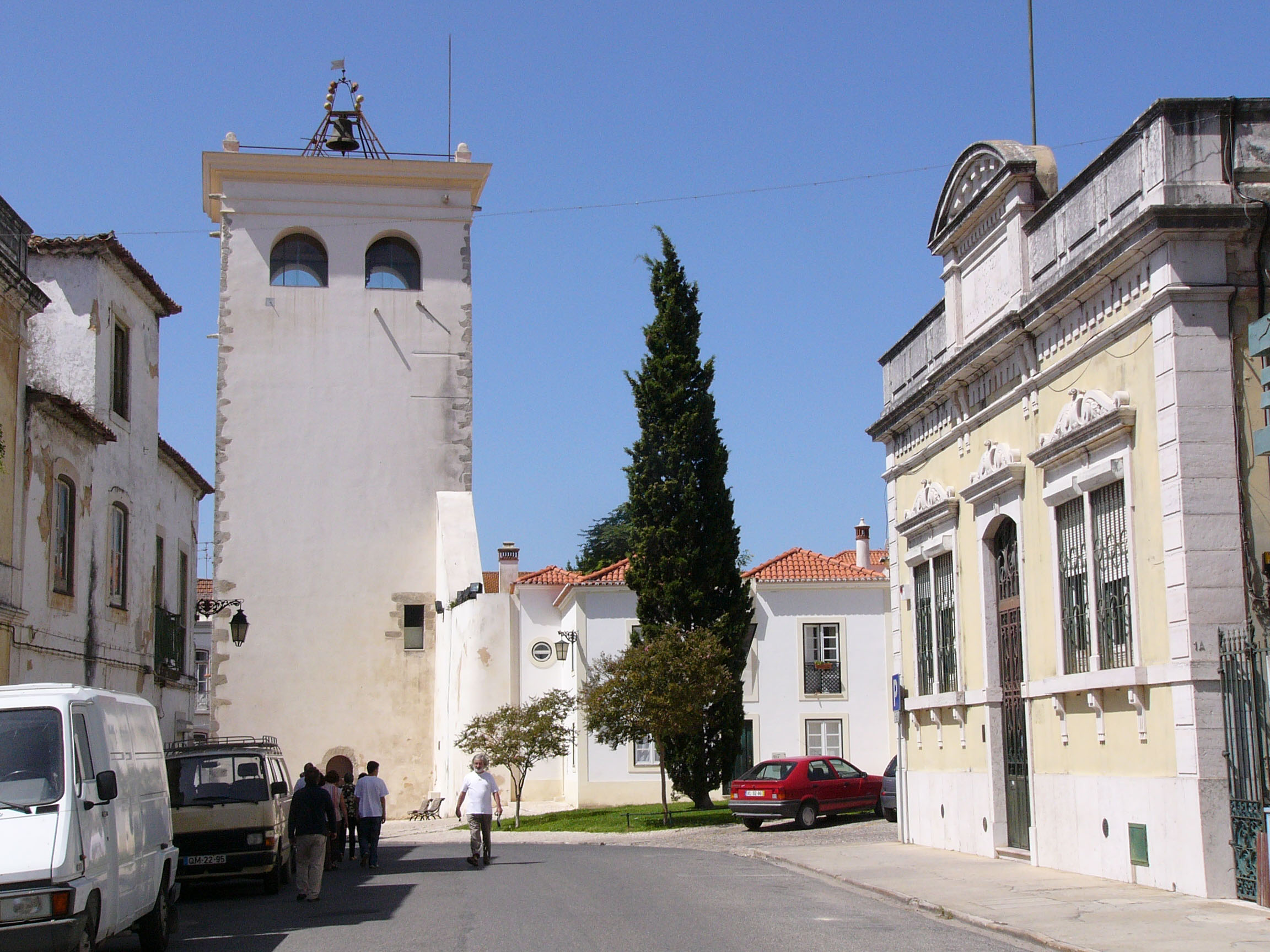
Torre das Cabaças
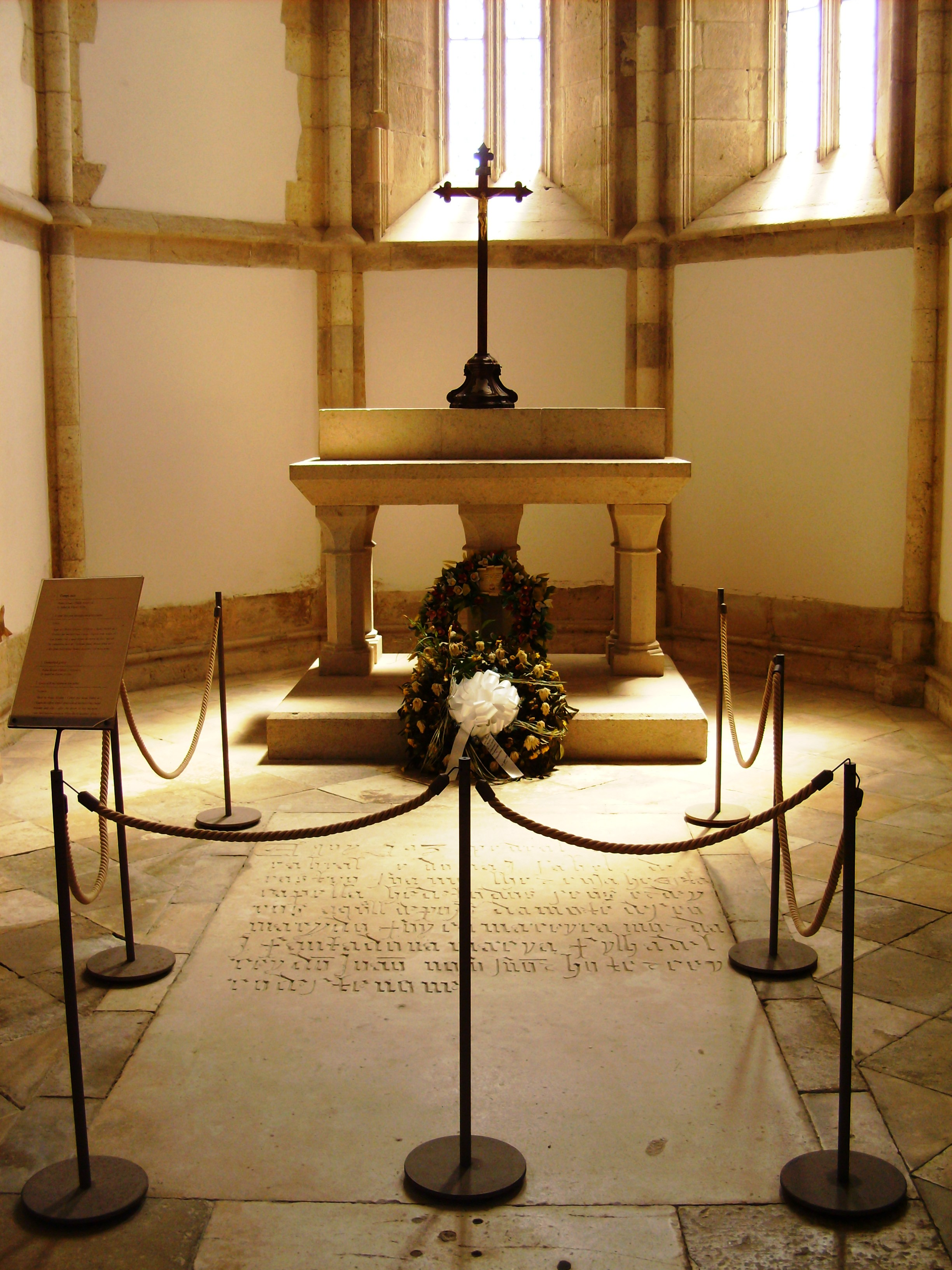
Túmulo de Pedro Álvares Cabral.
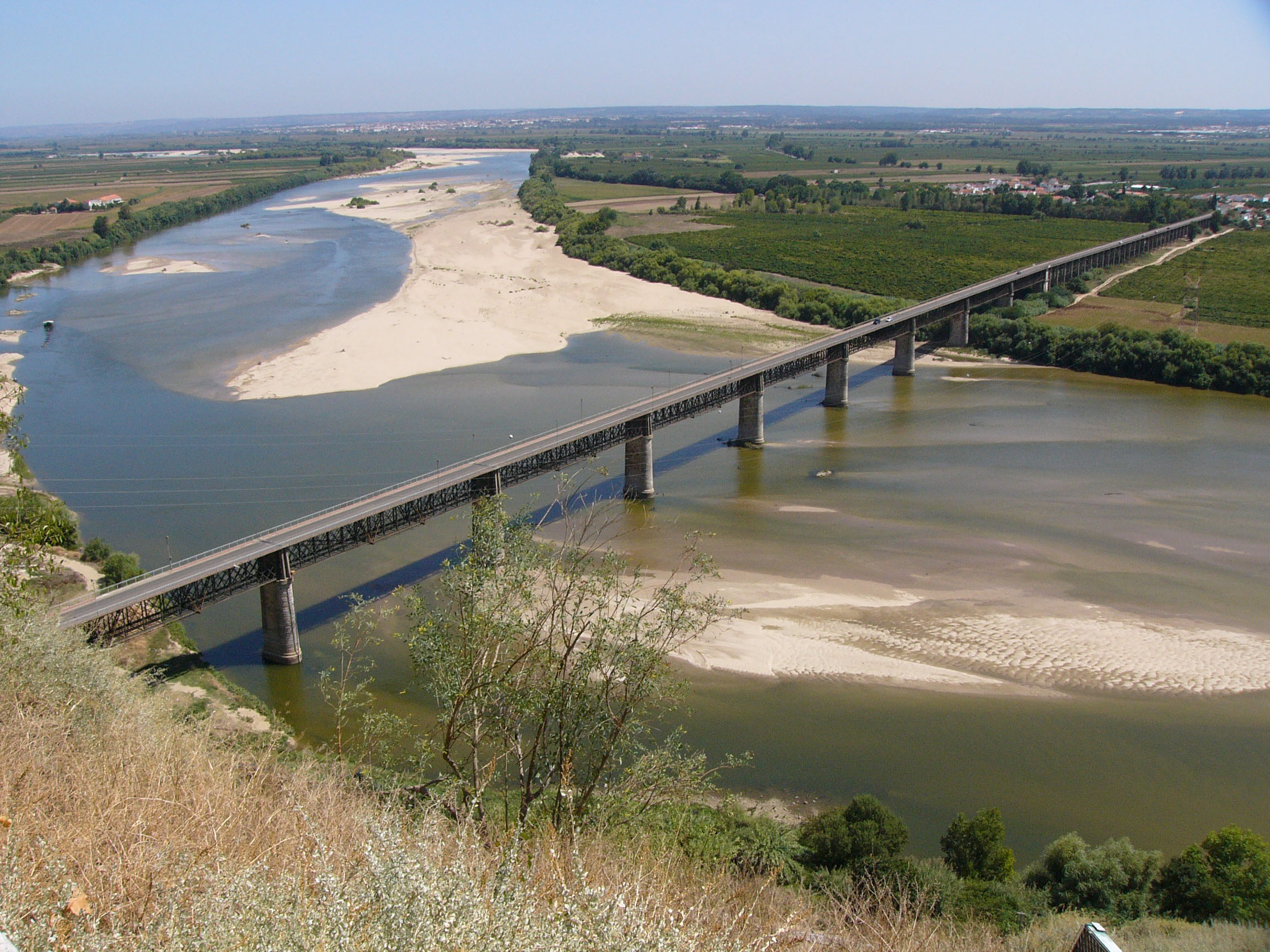
Vista das Portas do Sol (Tejo e a lezíria), em Santarém

## Localidades geminadas
A cidade de Santarém é geminada com as seguintes localidades:
- Badajoz
- Belmonte[18]
- Ceuta
- Covilhã
- Lubango[19]
- São Vicente